# Walton (Kansas)
Walton és una població dels Estats Units a l'estat de Kansas. Segons el cens del 2000 tenia 284 habitants.

## Demografia
Segons el cens del 2000, Walton tenia 284 habitants, 109 habitatges, i 79 famílies. La densitat de població era de 456,9 habitants/km².
Dels 109 habitatges en un 42,2% hi vivien nens de menys de 18 anys, en un 56% hi vivien parelles casades, en un 10,1% dones solteres, i en un 27,5% no eren unitats familiars. En el 23,9% dels habitatges hi vivien persones soles el 7,3% de les quals corresponia a persones de 65 anys o més que vivien soles. El nombre mitjà de persones vivint en cada habitatge era de 2,61 i el nombre mitjà de persones que vivien en cada família era de 3,1.
Per edats la població es repartia de la següent manera: un 32% tenia menys de 18 anys, un 8,5% entre 18 i 24, un 33,8% entre 25 i 44, un 16,9% de 45 a 60 i un 8,8% 65 anys o més.
L'edat mediana era de 31 anys. Per cada 100 dones de 18 o més anys hi havia 114,4 homes.
La renda mediana per habitatge era de 34.375 $ i la renda mediana per família de 39.500 $. Els homes tenien una renda mediana de 30.781 $ mentre que les dones 18.882 $. La renda per capita de la població era de 16.679 $. Entorn del 9,1% de les famílies i l'11,1% de la població estaven per davall del llindar de pobresa.

## Poblacions més properes
El següent diagrama mostra les poblacions més properes.